# Golubovac Divuški
Golubovac Divuški – wieś w Chorwacji, w żupanii sisacko-moslawińskiej, w gminie Dvor. W 2011 roku liczyła 85 mieszkańców.